# شارل-آنتوان کامبون
شارل-آنتوان کامبون (۲۱ آوریل ۱۸۰۲ پاریس - ۲۲ اکتبر ۱۸۷۵ پاریس) یک طراح فرانسوی سن بود که در دوران رمانتیسم شهرت بین‌المللی کسب کرد.

## حرفه
اطلاعات بیوگرافی کمی در مورد سال‌های اولیه کامبون وجود دارد، به غیر از این که او قبل از تحصیل با پیر لوک شارل سیسری به عنوان یک هنرمند آکواریوم و هم چنین فیلاستر فعالیت می‌کرد.
از جمله آثار او طراحی صحنه برای «سالن» کتابخانه موزه اپرا در پاریس است. فیلاستر و کامبون از سال ۱۸۲۴ همکاری خود را آغاز کردند. تا سال ۱۸۴۸، فیلاستر و کامبون سفارش‌های بسیاری را مشترکاً برای تزئینات داخلی تئاترها و طراحی‌های صحنه در آنگولوم ، آنتورپ، بون، برست، چوییزول، دیژون، دوای ، گنت ، لیل، لیون، پاریس و روئن را پذیرفتند. کامبون و فیلاستر همچنین سن‌هایی برای آکادمی پاریس، آکادمی سلطنتی موسیقی و سیرک المپیک طراحی کردند.

طراحی صحنه Act V، برای صحنه دوم از ملکه قبرس (۱۸۴۱)

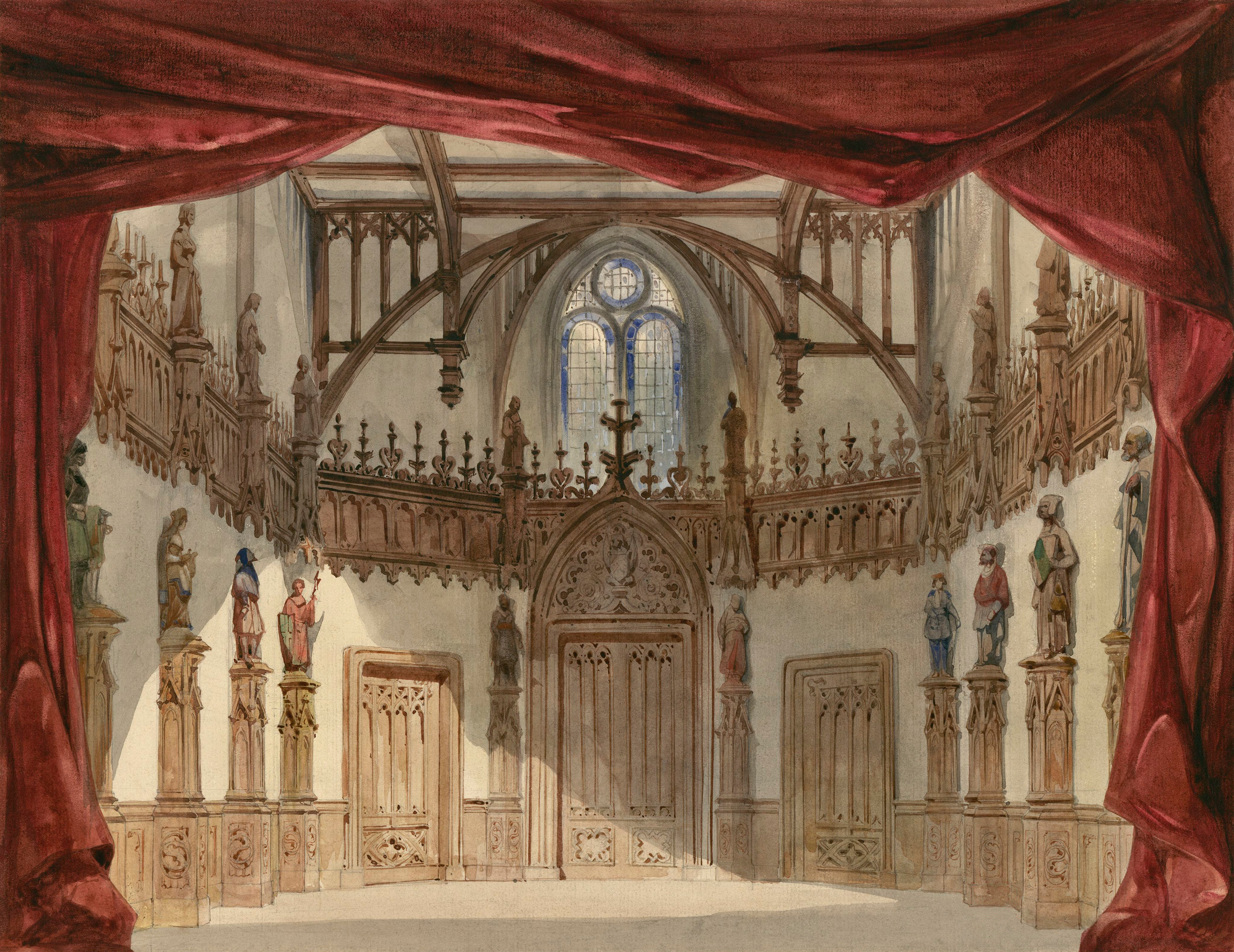
نگاره‌ای از طراحی صحنه شارل-آنتوان کامبون برای پردهٔ دوم از نمایشنامهٔ بورگراوها، اثر جاودانهٔ ویکتور هوگو که نخستین‌بار در سالن کمدی-فرانسز در ۷ مارس ۱۸۴۳ اجرا شد.

## سبک

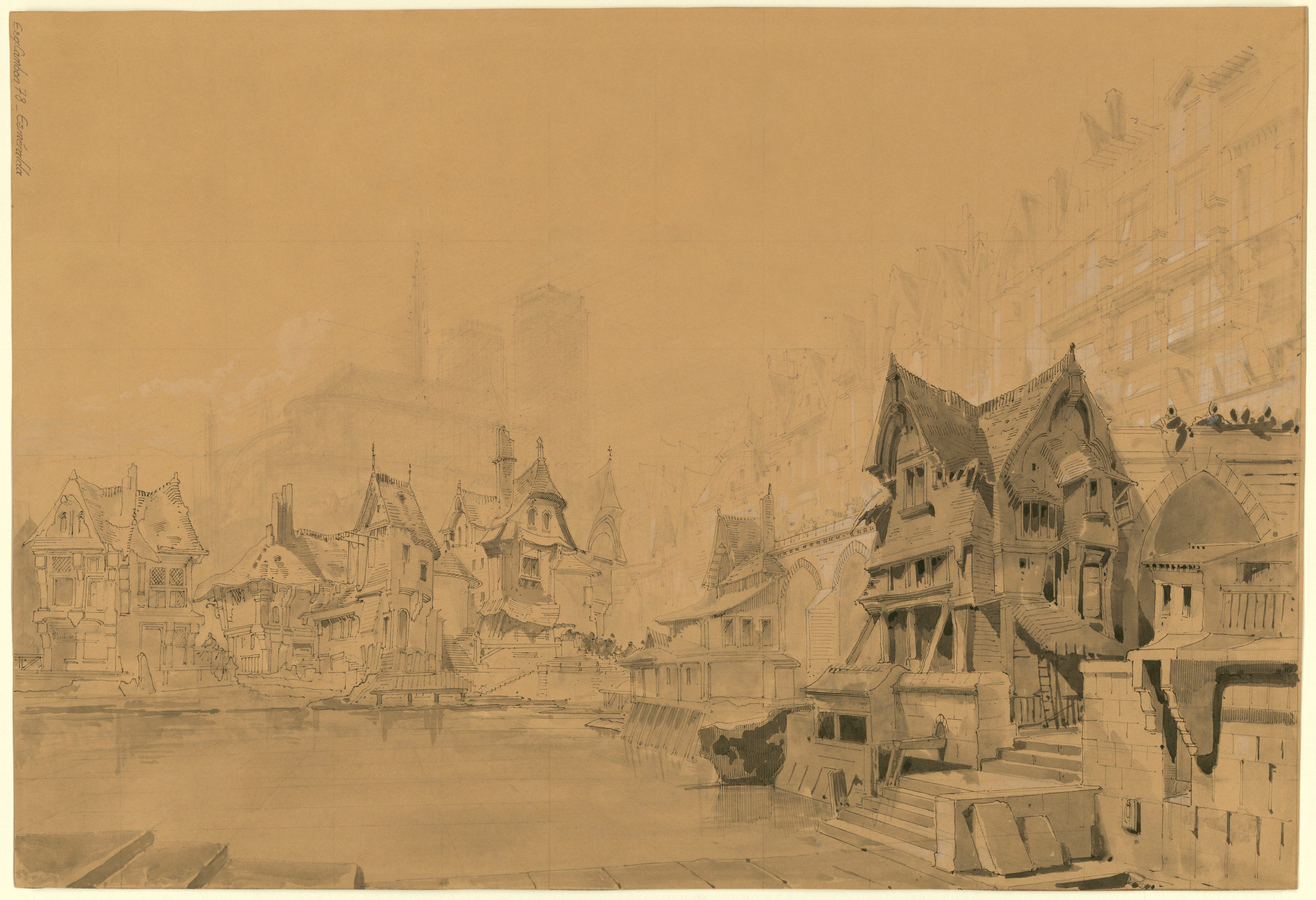
لا Esmeralda، قانون سوم، صحنه ۱

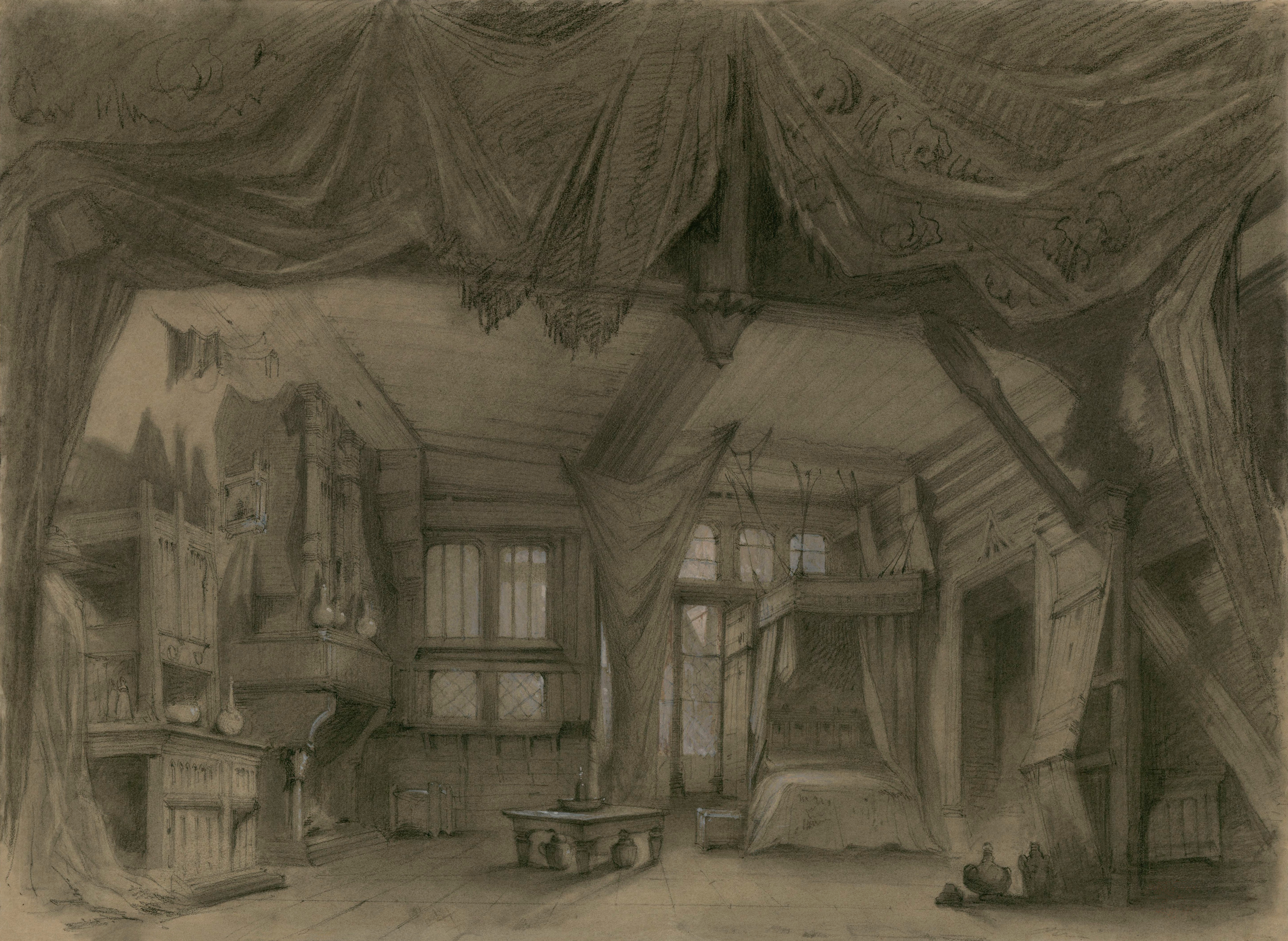
لا Esmeralda، قانون سوم، صحنه ۲.

اگرچه کامبون، مانند اغلب هنرمندان معاصر خود در طول زندگی حرفه ای طولانی خود در سبک‌های گوناگون مناظر را خلق می‌کرد، اما در طراحی معماری بود که وی به برتری واقعی دست یافت.

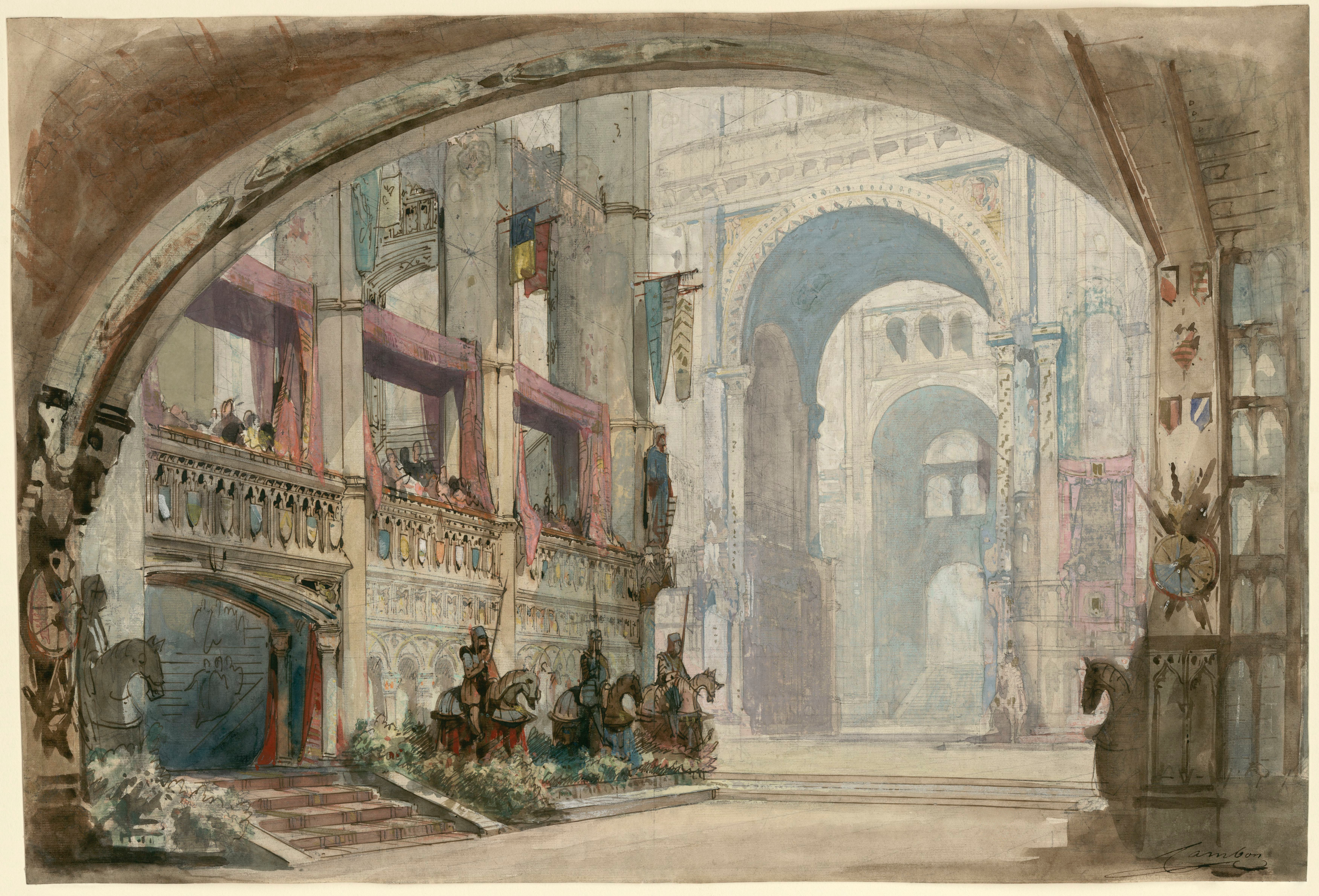
نگاره‌ای از طراحی صحنه توسط شارل-آنتوان کامبون برای پردهٔ ۳ از صحنهٔ سوم اُپِرای رابرت بروس (en) اثر مشترک جواکینو روسینی و لویی نیدرمایر. این اُپِرا نخستین‌بار در ۳۰ دسامبر ۱۸۴۶ میلادی توسط اپرای پاریس در سال لو پلتی (en) اجرا شد.

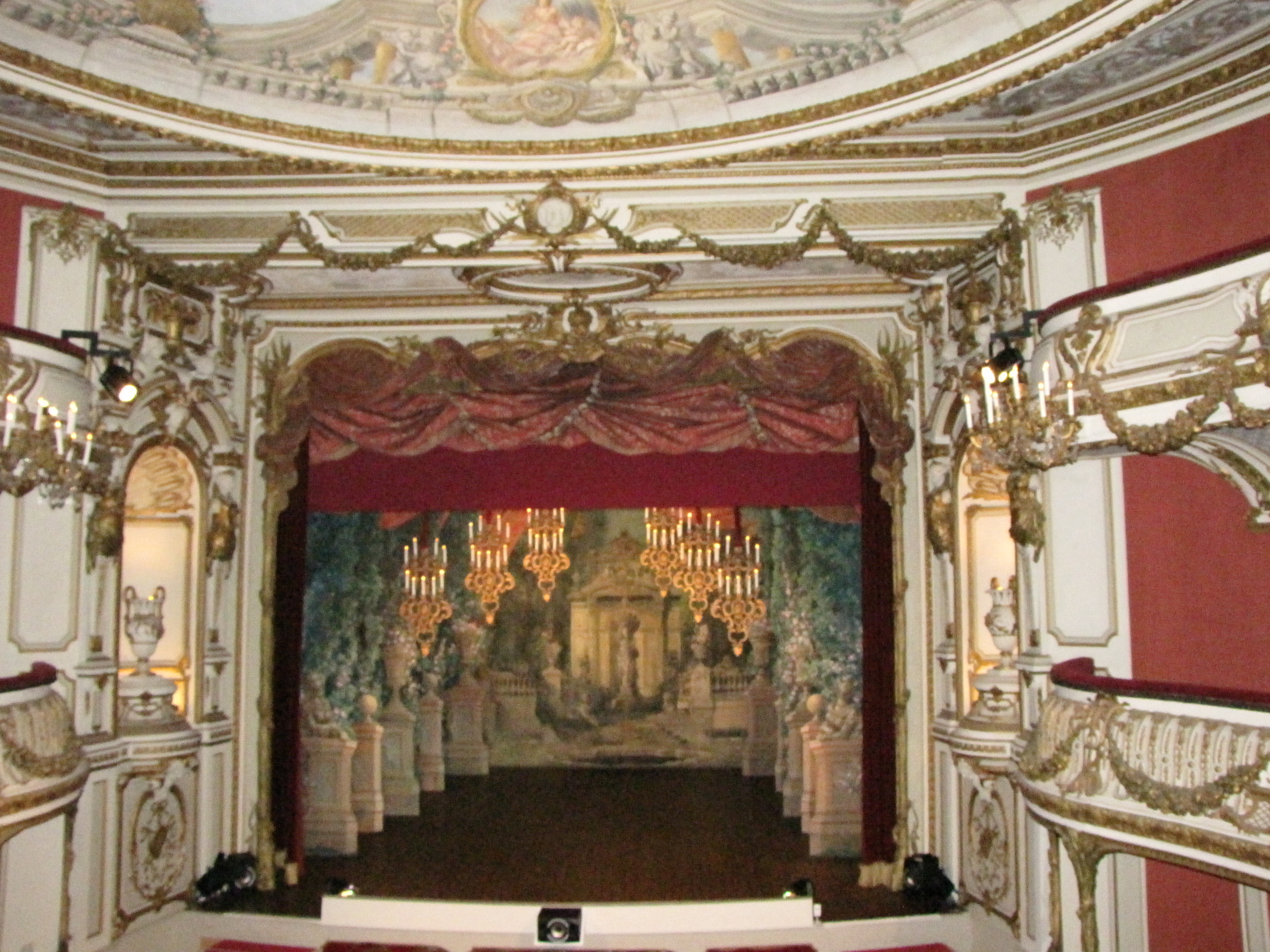
نقاشی اثر کامبون سال ۱۹۶۰–۶۳